# Florian Rüegg
Florian Rüegg (* 3. Juli 1983) ist ein ehemaliger Schweizer Biathlet und Skilangläufer.
Florian Rüegg startete für den Verein Am Bachtel. Er bestritt zwischen 2000 und 2010 mehr als 60 internationale Skilanglaufrennen, vor allem im Continental und Alpencup sowie bei FIS-Rennen. Vor allem in FIS-Rennen konnte er sich mehrfach unter den besten zehn platzieren. Abschluss der Skilanglauf-Karriere war die Winter-Universiade 2011 in Erzurum, wo er 30. über 10 Kilometer klassisch wurde, 29. der Verfolgung und 25. im Klassik-Sprint.
Bei den Schweizer Meisterschaften im Biathlon 2007 gewann Rüegg hinter Jürg Kunz und Bruno Joller die Bronzemedaille im Sprint. 2010 gewann er mit dem Sprint und dem Verfolgungsrennen seine beiden einzigen nationalen Meistertitel, wobei er von der Abwesenheit der Nationalkaderathleten profitierte.
Seine ersten internationalen Einsätze im Biathlon-Europacup hatte Rüegg 2008 in Langdorf, wo er 59. des Einzels wurde. Der 44. Rang im folgenden Sprintrennen war zugleich bestes Ergebnis in der zweithöchsten internationalen Biathlon-Rennserie. Seine letzten internationalen Biathlonwettkämpfe bestritt er 2010 in Nové Město na Moravě.